# Luccovaz
Luccovaz, Lucovaz o Lucovavaz (in croato Lukovac) 
è un isolotto disabitato a sud-est di Meleda, nel mare Adriatico, in Croazia. Amministrativamente appartiene al comune della città di Meleda, nella regione raguseo-narentana.

## Geografia
Luccovaz è situato a circa 800 m dalla costa di Meleda, in corrispondenza dell'abitato di Maranovich (Maranovići); ha una superficie di 0,021 km², lo sviluppo costiero di 0,54 m e l'altezza di 18,2 m. A nord-ovest, a circa 120 m, c'è un piccolo scoglio senza nome.
Isole adiacenti:
- Seccanera (Kosmač), a nord-est, a circa 1,2 km[2].
- scoglio Nudo[7] (Golić), di forma triangolare, vicino alla costa di Meleda, a 90 m[2], e 250 m[2] a sud-est di Seccanera; ha una superficie di 1387 m²[1] 42°42′18″N 17°41′02″E.
- Priechi (Prećski Školj o Preč), a est-sud-est.
- scoglio San Paolo[8], a est-sud-est, a circa 1,5 km[2] di distanza; ha circa 50 m di diametro[2] 42°41′56″N 17°40′58″E.

### Cartografia
- (HR) Mappa topografica della Croazia 1:25000, su preglednik.arkod.hr. URL consultato il 7 marzo 2017.
- Carta di cabottaggio del mare Adriatico, foglio XI, Milano, Istituto geografico militare, 1822-1824. URL consultato il 16 febbraio 2017 (archiviato dall'url originale il 13 aprile 2013).